# Dobie Gray
Dobie Gray (Lawrence Darrow Brown; 26 de julio de 1940 – 6 de diciembre de 2011), fue un cantante, compositor y productor estadounidense, cuyo estilo musical se centraba en el soul, la música country y el pop. Sus mayores éxitos fueron "The 'In' Crowd" de 1965 y "Drift Away", el cual fue uno de los sencillos más exitosos de 1973, vendiendo alrededor de un millón de copias y logrando aún radiodifusión.

## Discografía

### Estudio
- Look (Stripe, 1963)
- Dobie Gray Sings For "In" Crowders That Go "Go-Go" (Charger, 1965)
- Pollution (Prophecy/Atlantic, 1970)
- Pollution II (Prophecy/Atlantic, 1971)
- Drift Away (Decca/MCA, 1973)
- Loving Arms (MCA, 1973)
- Hey Dixie (MCA, 1975)
- New Ray Of Sunshine (Capricorn, 1976)
- Let Go (Capricorn, 1977)
- The Best Of Dobie Gray (Gallo, 1978)
- Dobie Gray & Mary Wells (Gusto Inc., 1978)
- Mellow Man (Capricorn, 1978)
- Midnight Diamond (Capricorn, 1978)
- Dobie Gray (Infinity, 1979)
- Welcome Home (Equity / Robox, 1981)
- From Where I Stand (Capitol/EMI/Amer., 1986)
- Love’s Talkin’ (Capitol/EMI/Amer., 1987)
- Dobie Gray: His Very Best (Razor & Tie, 1996)
- Diamond Cuts (Dobie Gray Prods., 1998)
- Soul Days (CDMemphis, 2001)
- Dobie Gray: The Ultimate (Universal Hip-O, 2001)
- Songs Of The Season (Dobie Gray Prods., 2001)
- Dobie Gray: A Decade of Dobie (1969–1979) (UMG/Select-O-Hits, 2005)[2]

### Sencillos
| 1963                         | "Look at Me"                      | 91  | —  | — | —  | —  | —  | —  | —  |                |
| 1965                         | "The 'In' Crowd"                  | 13  | 11 | — | —  | 8  | —  | —  | 25 |                |
| 1965                         | "See You at the Go-Go"            | 69  | —  | — | —  | —  | —  | —  | —  |                |
| 1969                         | "Rose Garden"                     | 119 | —  | — | —  | —  | —  | —  | —  |                |
| 1973                         | "Drift Away"                      | 5   | 42 | — | —  | 7  | —  | —  | —  | - EE. UU.: Oro |
| 1973                         | "Loving Arms"                     | 61  | 81 | 7 | —  | 70 | 2  | —  | —  |                |
| 1973                         | "Good Old Song"                   | 103 | —  | — | —  | —  | —  | —  | —  |                |
| 1974                         | "Watch Out for Lucy"              | 107 | —  | — | —  | —  | —  | —  | —  |                |
| 1975                         | "Out on the Floor"                | —   | —  | — | —  | —  | —  | —  | 42 |                |
| 1976                         | "If Love Must Go"                 | 78  | —  | — | —  | —  | —  | —  | —  |                |
| 1976                         | "Find 'Em, Fool 'Em & Forget 'Em" | 94  | 71 | — | —  | —  | —  | —  | —  |                |
| 1979                         | "You Can Do It"                   | 37  | 32 | — | —  | 58 | —  | —  | —  |                |
| 1979                         | "In Crowd"                        | —   | —  | — | —  | —  | 47 | —  | —  |                |
| 1986                         | "That's One to Grow On"           | —   | —  | — | 35 | —  | —  | —  | —  |                |
| 1986                         | "The Dark Side of Town"           | —   | —  | — | 42 | —  | —  | 48 | —  |                |
| 1986                         | "From Where I Stand"              | —   | —  | — | 67 | —  | —  | —  | —  |                |
| 1987                         | "Take It Real Easy"               | —   | —  | — | 82 | —  | —  | —  | —  |                |
| "—" no ingresó en las listas |                                   |     |    |   |    |    |    |    |    |                |

### Vídeos musicales
| Año  | Vídeo                                 | Director        |
| ---- | ------------------------------------- | --------------- |
| 1985 | "One Big Family" (Heart of Nashville) | Steve Von Hagel |